# Naturpark Rothaargebirge

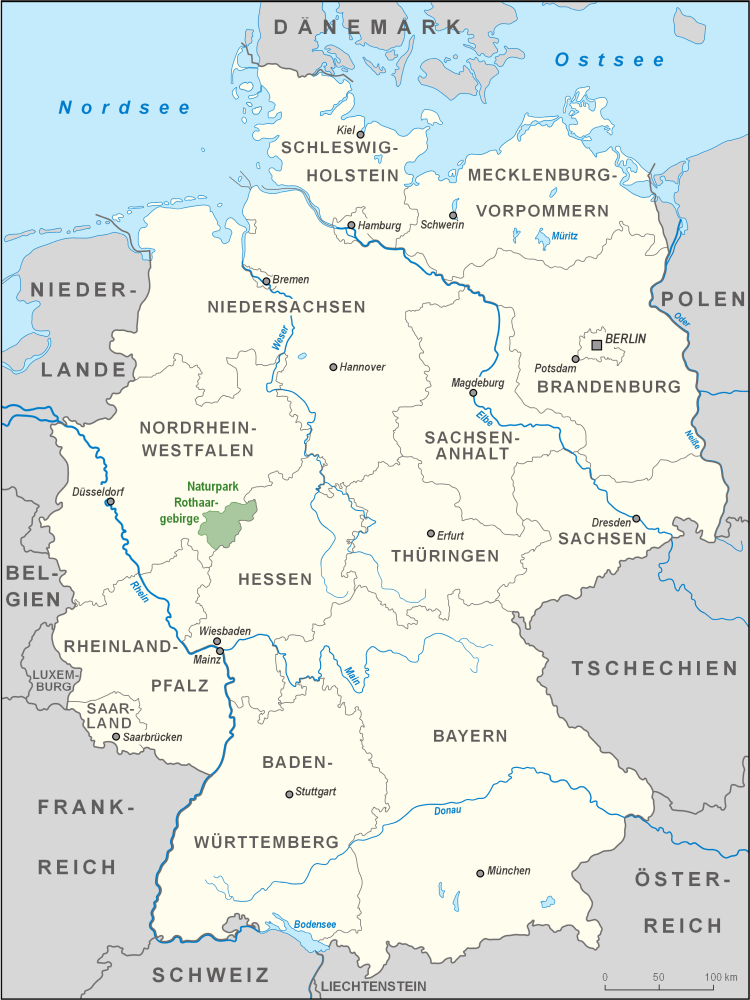
Lage des Naturparks Rothaargebirge

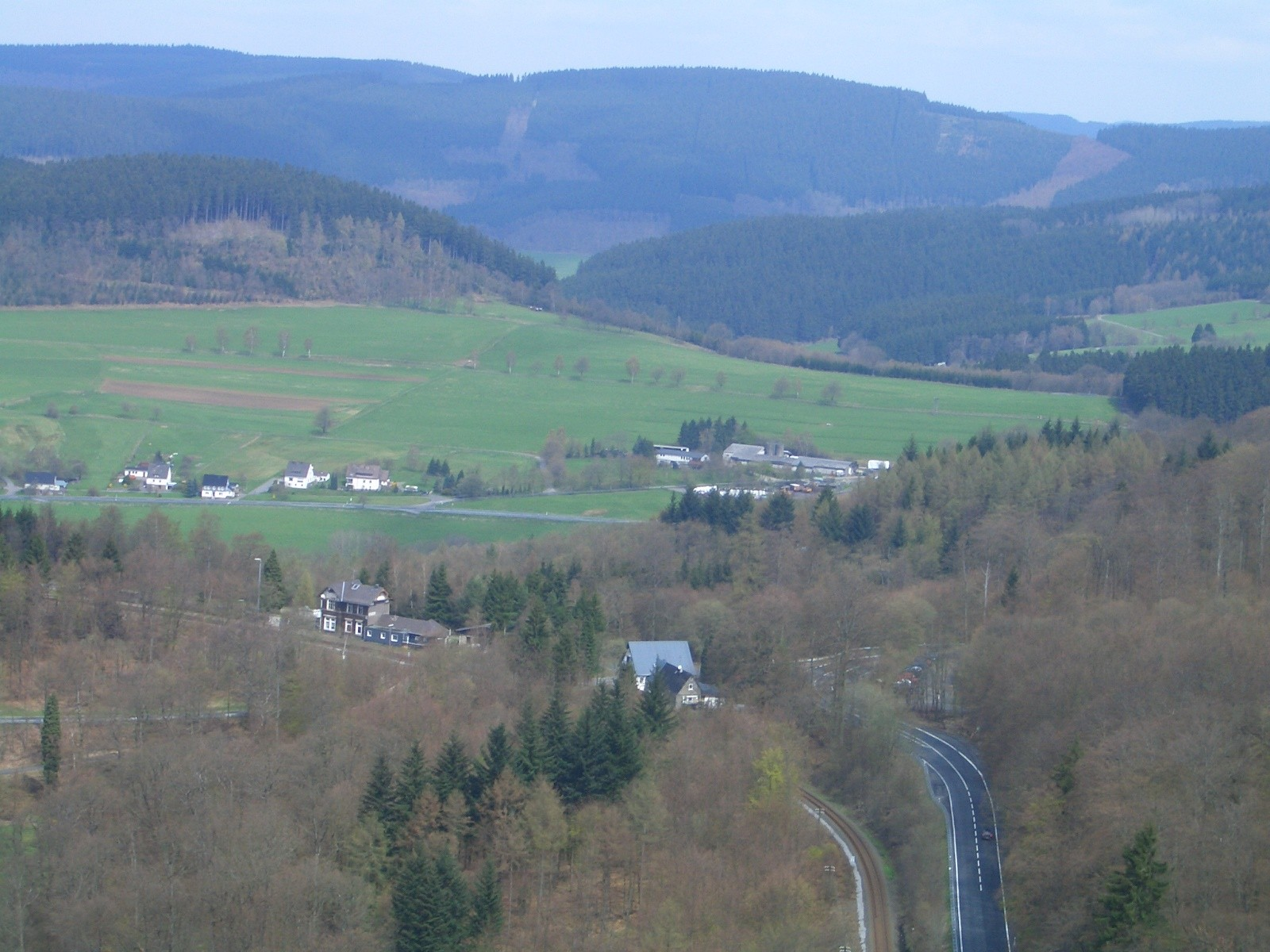
Blick über Vormwald im Naturpark Rothaargebirge

Der Naturpark Rothaargebirge war mit einer Fläche von 1.355 Quadratkilometern einer der größeren Naturparke in Nordrhein-Westfalen. Er wurde 1963 gegründet und war nach dem Rothaargebirge benannt. Zum 1. Mai 2015 ging er zusammen mit den Naturparken Ebbegebirge und Homert im Naturpark Sauerland-Rothaargebirge auf.

## Geografie
Der Naturpark lag im südöstlichen Teil Nordrhein-Westfalens und erstreckte sich längs des Rothaargebirges auf dem Gebiet des Kreises Olpe, des Kreises Siegen-Wittgenstein und des Hochsauerlandkreises bis an die Grenze Hessens. Seine Fläche war zu 65 % bewaldet (vorwiegend Fichten und Buchen), die höchste Erhebung war der Langenberg.

## Träger
Träger des Naturparks war der Zweckverband Naturpark Rothaargebirge.

## Tourismus
Durch seine Nähe zum Ruhrgebiet war der Naturpark ein wichtiges Naherholungsgebiet. Neben dem Rothaarsteig und der Landschaft bot er kulturelle Sehenswürdigkeiten wie Burgen und Schlösser sowie Wintersportmöglichkeiten.

## Karten
- Landesvermessungsamt Nordrhein-Westfalen (Hrsg.): Naturpark Rothaargebirge, Freizeitkarte NRW Nr. 21, 1:50.000, mit Wander- und Radwanderwegen. ISBN 3-89439-491-9.